# Hello Mundo
Hello Mundo (Portuguese: Hello World) es el cuarto álbum de la cantante brasileña Ludmilla, lanzado el 7 de febrero de 2020 por Warner Music.